# Ghiraur
Ghiraur es un pueblo y nagar Panchayat situado en el distrito de Mainpuri en el estado de Uttar Pradesh (India). Su población es de 15911 habitantes (2011). 

## Demografía
Según el censo de 2011 la población de Ghiraur era de 15911 habitantes, de los cuales 8297 eran hombres y 7614 eran mujeres. Ghiraur tiene una tasa media de alfabetización del 73,65%, superior a la media estatal del 67,68%: la alfabetización masculina es del 79,70%, y la alfabetización femenina del 67,09%.